# Susan Buckner
Susan Buckner (Seattle, 28 de enero de 1953-Miami, 2 de mayo de 2024) fue una actriz estadounidense.

## Carrera
Susan Buckner antes de comenzar su carrera como actriz fue coronada Miss Washington en 1971 y en septiembre pasó a ser finalista de Miss América (que empató el primer lugar en la preliminar de traje de baño). Como actriz participó en películas y series de televisión. En 1978 actuó en la popular película musical Grease donde interpretó a la porrista "Patty Simcox". En 1981 actuó en la película Deadly Blessing junto a Sharon Stone y Maren Jensen.

## Vida personal
En 1997 se casó con un hombre con el cual tuvo dos hijos pero más tarde se divorció de él.

## Filmografía

### Películas
- Deadly Blessing (1981) .... Vicky Anderson
- Return Engagement (1978) .... Janice
- Grease (1978) .... Patty Simcox
- The Amazing Howard Hughes (1977) .... Jean Harlow
- The First Nudie Musical (1976) .... Bailarina

## Series de televisión
- When the Whistle Blows (1980) .... Lucy Davis
- The Love Boat .... Kim Patterson (1 episodio: The Spider Serenade, The/Next Door Wife/Harder They Fall, 1979)
- B.J. and the Bear .... Renee (1 episodio: Odyssey of the Shady Truth, 1979)
- The Hardy Boys/Nancy Drew Mysteries .... George Fayne (3 episodios, 1977-1978)
- Starsky and Hutch .... Sharon Carstairs (1 episodio: The Heavyweight, 1978)
- The Brady Bunch Hour .... Krofftette (9 episodios, 1976-1977)
- Switch .... Jessica (1 episodio: Eden's Gate, 1977)